# Heinosuke Gosho
Heinosuke Gosho (五所 平之助?, Gosho Heinosuke; 1º febbraio 1902 – Kyoto, 1º maggio 1981) è stato un regista giapponese, attivo tra gli anni venti e gli anni sessanta, autore del primo film completamente parlato del cinema giapponese, Madamu to Nyobo del 1931.
Nel 1958 ha vinto il premio Golden Globe al miglior film straniero con il film Kiiroi karasu.

## Filmografia
- Tosei tamatebako (1925)
- Sora wa haretari (1925)
- Seishun (1925)
- Otoko gokoro (1925)
- Hatsukoi (1925)
- No Return (1926)
- Musume (1926)
- Kaeranu sasabue (1926)
- Itoshino wagako (1926)
- Haha-yo koishi (1926)
- Machi no hitobito (1926)
- Honryu (1926)
- Kanojo (1926)
- Tokyo koshin-kyoku (1927)
- Shojo no shi (1927)
- Sabishiki ranbomono (1927)
- Okame (1927)
- Karakuri musume (1927)
- Hazukashii yume (1927)
- Suki nareba koso (1928)
- Kami eno michi (1928)
- Gaito no kishi (1928)
- Doraku goshinan (1928)
- Mura no hanayome (1928)
- Hito no yo no sugata (1928)
- Yoru no meneko (1929)
- Ukiyo buro (1929)
- Shin joseikan (1929)
- Jonetsu no ichiya (1929)
- Oyaji to sono ko (1929)
- Shoja nyuyo (1930)
- Onna-yo kimi no na o kegasu nakare (1930)
- Dokushin-sha goyojin (1930)
- Dai-Tokyo no ikkaku (1930)
- Hohoemu jinsei (1930)
- Kinuyo monogatari (1930)
- Aiyoku no ki (1930)
- Yoru hiraku (1931)
- Wakaki hi no kangeki (1931)
- Shima no ratai jiken (1931)
- Jokyu aishi (1931)
- Gutei kenkei (1931)
- Madamu to nyobo (1931)
- Tengoku ni musubu koi (1932)
- Hototogisu (1932)
- Niisan no baka (1932)
- Ginza no yanagi (1932)
- Satsueijo romansu, renai annai (1932)
- Koi no Tokyo (1932)
- Shojo-yo sayonara (1933)
- Aibu (1933)
- Hanayome no negoto (1933)
- Koi no hana saku Izu no odoriko (1933)
- Juku no haru (1933)
- Onna to umareta karanya (1934)
- Ikitoshi ikerumono (1934)
- Sakura ondo (1934)
- Hanamuko no negoto (1935)
- Fukeyo koikaze (1935)
- Hidari uchiwa (1935)
- Akogare (1935)
- Jinsei no onimotsu (人生のお荷物) (1935)
- Okusama shakuyosho (1936)
- Oboroyo no onna (1936)
- Shindo: Zempen Akemi no maki (1936)
- Shindo: Kohen Ryota no maki (1936)
- Hana-kago no uta (1937)
- Bokuseki (1940)
- Shinsetsu (1942)
- Goju no to (1944)
- Izu no musumetachi (1945)
- Ima hitotabi no (1947)
- Omokage (1948)
- Wakare-gumo (1951)
- Asa no hamon (1952)
- Entotsu no mieru basho (1953)
- Un albergo di Osaka (大阪の宿, Osaka no yado) (1954)
- Ai to shi no tanima (1954)
- Niwatori wa futatabi naku (1954)
- Takekurabe (1955)
- Aru yo futatabi (1956)
- Banka (1957)
- Kiiroi karasu (Corvo Giallo) (1957)
- Maria del villaggio delle formiche (Ari no machi no Maria) (1958)
- Hotarubi (1958)
- Yoku (1958)
- Waga ai (1959)
- Karatachi nikki (1959)
- Shiroi kiba (1960)
- Ryoju (1961)
- Aijo no keifu (1961)
- Kumo ga chigireru toki (1961)
- Kaachan kekkon shiroyo (1962)
- Hyakuman-nin no musume tachi (1963)
- Osorezan no onna (1965)
- Kaachan to juichi-nin no kodomo (1966)
- Utage (1967)
- Onna to misoshiru (1968)
- Meiji haru aki (1968)